# ジョヴァンニ・ルイージ・モンカダ
ジョヴァンニ・ルイージ・モンカダ(イタリア語: Giovanni Luigi Moncada、1745年4月22日 - 1827年8月27日)は、イタリアのイタリア統一運動時代の政治家、革命家、愛国者である。1820年シチリア革命で活躍した。

## 生涯

### 初期
ジョヴァンニ・ルイージ・モンカダは1745年4月22日、シチリア王国のパレルモに生まれた。家系は代々カターニア近郊の都市パテルノーを治める貴族で、父親フランチェスコ・ロドリゴ・モンカダもまた政治家、貴族として名を残している。
ジョヴァンニは16歳の時にアガタ・ブランシフォルテ(イタリア語: Agata Branciforte)と結婚し、後に軍人として活躍する長男のフランチェスコ・ロドリゴ・モンカダ・ブランシフォルテを含む9人の子宝に恵まれた。また結婚直後はナポリに移り住み、ナポリ在住中は政治学および経済学の研究に励んだ。
1783年には妻アガタが死去し、10年後の1793年にはジョバンナ・デル・ボスコ・ブランシフォルテ(イタリア語: Giovanna del Bosco Branciforte )と再婚。新たに三人の子供を設けた。

### 誘拐と解放
1797年夏、ジョバンニはパレルモからナポリへの航海の途中、ウスティカの近くで待ち伏せしていた海賊に捕まった。その際船にはナポリの友人へ持っていく為の宝石や馬などが積み込まれており、それを略奪されたほか自身も捕虜としてチュニスに連行された。
連行後、ナポリ王国の外交官が解放交渉に当たったが難航。その後、イギリスやフランス、スペインなど大国の介入があり30万スペイン・エスクードの身代金と引き換えにジョバンニは解放された。しかし現実的に現金で支払えたのは6万エスクードまでであり、残りの24万エスクードの身代金は分割での支払いをする事で合意した。1802年までに、ジョバンニは身代金の支払いのために貴族としての領地の一部を抵当に入れて身代金を捻出している。

### 政治活動と革命
ジョバンニは1770年代よりシチリア王国の政治家として活動。歴任した役職としては、1777年から1780年まで務めた、司法や刑罰の執行を担う南イタリア特有の法的地位である正義の団長が挙げられる。
また、1812年には保守的な君主でありながらも自由主義や立憲主義に一定の理解を示すブルボン家の君主フランチェスコ1世のもと、1812年シチリア憲法が発布された。それに伴いシチリア王国議会が設立されたが、ジョバンニはそこで短期間ながら議員を務めた。この経験により、ジョバンニもこの頃になると自由主義や立憲主義を標榜するようになる。
ウィーン体制成立後は反動的な君主制が敷かれ、シチリア王国はナポリ王国に吸収される形で両シチリア王国が誕生。ジョバンニは表向き両シチリア王国の貴族としてブルボン家に従属する傍ら、着々と時を待ち1820年シチリア革命の際にはジュゼッペ・アリアータなどとともにシチリア革命政府を樹立した。シチリア島の分離独立を危惧してフロレスターノ・ペペが軍勢を率いて派遣された際にはテルミニ・イメレーゼで彼と会談し、シチリア島の分離独立は投票によって決定され、また独立しなかった場合でも1812年シチリア憲法やシチリア王国議会は維持されるという「テルミニ協定」をまとめ上げた。
シチリア革命が失敗したのちはカターニアにて隠居。1827年に死去した。